# Kiyotake Kawaguchi
Kiyotake Kawaguchi, in giapponese: 川口 清健 (Prefettura di Kōchi, 3 dicembre 1892 – 16 maggio 1961), è stato un militare giapponese, generale dell'esercito imperiale giapponese durante la seconda guerra mondiale.

## Biografia

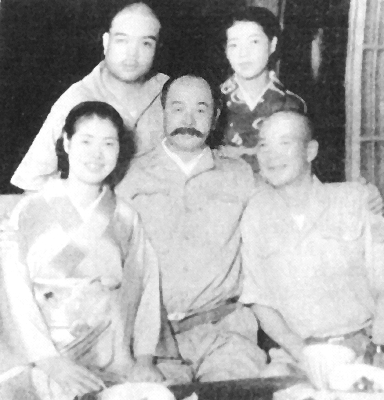
Il maggior generale giapponese Kiyotake Kawaguchi (al centro) con gli amici in una fotografia non datata

Nato nella prefettura di Kōchi, Kiyotake si laureò alla 26ª classe dell'Imperial Japanese Army Academy  nel 1914 e alla 34ª classe dell'Army Staff College nel 1922. Trascorse gran parte degli anni '20 e '30 in una serie di incarichi nel personale dell'esercito dell'area della Cina settentrionale e in Giappone, prima della sua promozione a generale nel 1940.
Nel 1940, Kawaguchi fu nominato comandante della 35ª brigata di fanteria dell'IJA. Questo era sotto il comando diretto dell'Esercito Meridionale ed era formato da unità della 18ª Divisione IJA.
La brigata di Kawaguchi effettuò una serie di sbarchi nel Borneo britannico nel dicembre 1941 e nel gennaio 1942: a Miri, Kuching, Brunei, Jesselton, Beaufort, Labuan Island e Sandakan. Durante le ultime fasi dell'occupazione giapponese delle Filippine, sbarcò a Cebu nel marzo 1942 ed a Mindanao il mese successivo. Come comandante delle forze armate a Cebu dopo l'invasione delle Filippine nel 1942, Kawaguchi si oppose strenuamente alle "uccisioni per vendetta" da parte delle autorità giapponesi, nei confronti degli alti funzionari del governo filippino e giudici della corte suprema, in particolare il colonnello dell'esercito giapponese Masanobu Tsuji. Kawaguchi sosteneva che "sparare a sangue freddo agli avversari sconfitti era una violazione del vero Bushido". Le sue proteste gli valsero l'inimicizia di Tsuji, che sfruttò ogni opportunità per far riassegnare Kawaguchi in zone di combattimento da cui probabilmente non sarebbe tornato.
Kawaguchi e la sua 35ª brigata di fanteria, insieme ad altre unità aggregate, furono sbarcati come rinforzi a Guadalcanal nell'agosto e nel settembre 1942 in risposta agli sbarchi alleati sull'isola. Nella conseguente battaglia di Edson's Ridge il 13 settembre 1942, le forze di Kawaguchi furono sconfitte con pesanti perdite e costrette a ritirarsi dal campo di battaglia. Kawaguchi fu successivamente sollevato dal comando durante i preparativi giapponesi per un altro attacco nell'ottobre 1942, evacuato dall'isola e tornato in Giappone.
Kawaguchi fu relegato nella lista di riserva nel 1943. Dopo essersi ripreso da una lunga malattia, fu posto al comando delle difese dell'isola di Tsushima nel marzo 1945.
Dopo la guerra, Kawaguchi è stato arrestato dalle autorità di occupazione dello SCAP ed è stato processato e condannato per crimini di guerra, inclusa la complicità nell'esecuzione del giudice capo della Corte Suprema delle Filippine José Abad Santos. Fu imprigionato nella prigione di Sugamo dal 1946 al 1953, il che era piuttosto ironico, data la sua forte opposizione alle atrocità ordinate dal colonnello Masanobu Tsuji.
Kawaguchi morì in Giappone nel 1961.